# Shinsaibashi (metropolitana di Osaka)
Shinsaibashi (心斎橋駅?, Shinsaibashi-eki) è una stazione della Metropolitana di Osaka posizionata in pieno centro nell'omonima città. È direttamente collegata in sotterranea con la stazione di Yotsubashi presso cui passa la linea Yotsubashi. Questo rende possibile l'interscambio tra le due stazioni.